# Oxo-diels-alderreactie
De oxo-diels-alderreactie is een bijzonder geval van de diels-alderreactie, waarbij een zuurstofatoom (als heteroatoom) deel uitmaakt van het diënofiel (als carbonylgroep). Hierbij worden dihydropyraanderivaten vervormd:
De eerste oxo-diels-alderreactie, die in 1949 werd gepubliceerd, maakte gebruik van 2-methyl-1,3-pentadieen en formaldehyde als reactanten:
De reactie werkt vrij goed wanneer de carbonylgroep in het diënofiel elektronenarm is, door aanwezigheid van elektronenzuigende substituenten. Een voorbeeld van een goed diënofiel is carbonyldicyanide.